# Фуншалський собор
Собор Діви Марії (порт. Sé Catedral de Nossa Senhora da Assunção) в  Фуншалі, Мадейра, Португалія, є собор у Римо-католицькій єпархії Фуншала, яка охоплює всі в автономні області Мадейри. В кінці XV століття собор є однією з небагатьох структур, який зберігся практично в первозданному вигляді з початку періоду колонізації Мадейри. Покровитель собору Санта-Марія Ассунта (порт. Nossa Senhora da Assunção).

## Архітектура
Собор виконаний у готичному стилі і має три нави. Будівля була побудована з використанням блоків вулканічних порід зі скель острова Кабу Жирау, а саме трахибазальт, трахиандезити, трахіт, тефрит, попіл, лапілі та вулканічний туф. Фасад оштукатурений і пофарбовані в білий колір, з кам'яними кутами.
Дах собору з мудехарського стилю з кедрового дерева. Дерев'яні хори зображують пророків, святих і апостолів у вбранні XVI століття. У декоративних деталях сидінь і підлокітників зображені аспекти життя на Мадейрі, наприклад, херувимів, що несуть зв'язку бананів або бурдюк.
В соборі зберігаються срібний процесійний хрест, пожертвуваний королем Мануелем I, який вважається одним із шедеврів мануельського стилю у витворах мистецтва з літургійного срібла.
Статуя Папи Римського Іоанна Павла II знаходиться за межами собору.

## Історія
Протягом 1490-х років Мануель І направив архітектора Перу Аніша для роботи над дизайном собору Фуншалу. Собор був завершений у 1514 році. Шпиль дзвіниці та кілька додаткових деталей були добудовані у 1517-1518 роках.